# 篠原ユキオ
篠原 ユキオ（しのはら ゆきお、1948年9月16日 - ）は、大阪府東大阪市出身の漫画家。FECO JAPAN（世界漫画家連盟日本支部）・漫画家集団ぼむ世話人。日本漫画家協会参与。京都精華大学名誉教授。
京都教育大学美術科に在学中、大阪の産経新聞に投稿を始めたことをきっかけに新聞に連載を持つようになった。
1972年に大学を卒業後、美術の教員として働きながら、産経新聞のほか在阪の大手新聞各紙(大阪新聞、読売新聞、朝日新聞、日本経済新聞など)・週刊誌に時事漫画・イラスト・エッセーを執筆。並行して、1971年に結成した漫画家集団『ぼむ』主催者として活動を続けている。
大阪府八尾市立高美中学校で美術の教員をしていた1982年に、第4回読売国際漫画大賞に応募し、カメレオンをネタにした作品で受賞。しばらく後に教員を辞めて漫画家一本の生活となった。
2005年より京都精華大学マンガ学部教授に就任し、2014年〜2017年にはマンガ研究科長を務めた。
関西で産経新聞の法廷画家(和歌山毒物カレー事件、附属池田小事件など)もしていたが、大学教員になったことで時間的に無理となったため、学生に仕事を紹介して描き方やコツのアドバイスをしている。
2018年、自費出版した『HITOKOMART』が第47回日本漫画家協会賞カーツーン部門大賞を受賞。2020年より対人援助学会の専門誌「対人援助学マガジン」に連載中となっている。

## 受賞歴
- 1983年　第3回読売国際漫画大賞　選考委員特別賞
- 1984年　第4回読売国際漫画大賞　グランプリ
- 1985年　第4回中日マンガ大賞　入賞
- 1987年　第１回ユーモア広告大賞　入賞
- 1988年　第1回読売ユーモア広告大賞　入賞
- 1990年　第11回読売国際漫画大賞　優秀賞
- 1993年　第3回オホーツク国際MAN画大賞　グランプリ
- 1994年　第4回オホーツク国際MAN画大賞　入賞
- 1994年　第3回那須良輔漫画大賞　優秀賞
- 1995年　第5回オホーツク国際MAN画大賞　入賞
- 1996年　第13回中日マンガ大賞　入賞
- 1996年　第７回黒潮マンガ大賞　入賞
- 1997年　第18回読売国際漫画大賞　優秀賞
- 1997年　第８回黒潮マンガ大賞　入賞
- 1998年　第９回黒潮マンガ大賞　入賞
- 1998年　国際漫画フェスティバルイン大宮　招待買上
- 1999年　第20回読売国際漫画大賞　優秀賞
- 2001年　第22回読売国際漫画大賞　優秀賞
- 2003年　第24回読売国際漫画大賞　優秀賞
- 2018年　第47回日本漫画家協会賞カーツーン部門大賞

## 作品リスト
- 肉球入魂（朝日新聞）
- やじうまんが－らしさ探し（月刊少年育成）
- とれんど家族
- 絵コのミックス
- 平成人物図鑑
- 鳥の目劇場
- HITOKOMART